# Apogonia indica
Apogonia indica är en skalbaggsart som beskrevs av Jan Just Bos 1890. Apogonia indica ingår i släktet Apogonia och familjen Melolonthidae. Inga underarter finns listade i Catalogue of Life.